# Sandgate (Vermont)
Sandgate è un comune degli Stati Uniti d'America, situato nello Stato del Vermont e in particolare nella contea di Bennington.